# Jordi V de Hannover
Jordi V de Hannover (Berlín 1819 - París 1878). Rei de Hannover, segon duc de Cumberland i Teviotdales i Príncep del Regne Unit de la Gran Bretanya i Irlanda. Últim sobirà regnant de la casa de Hannover als territoris alemanys dels hannoverians.

## Naixement i Família

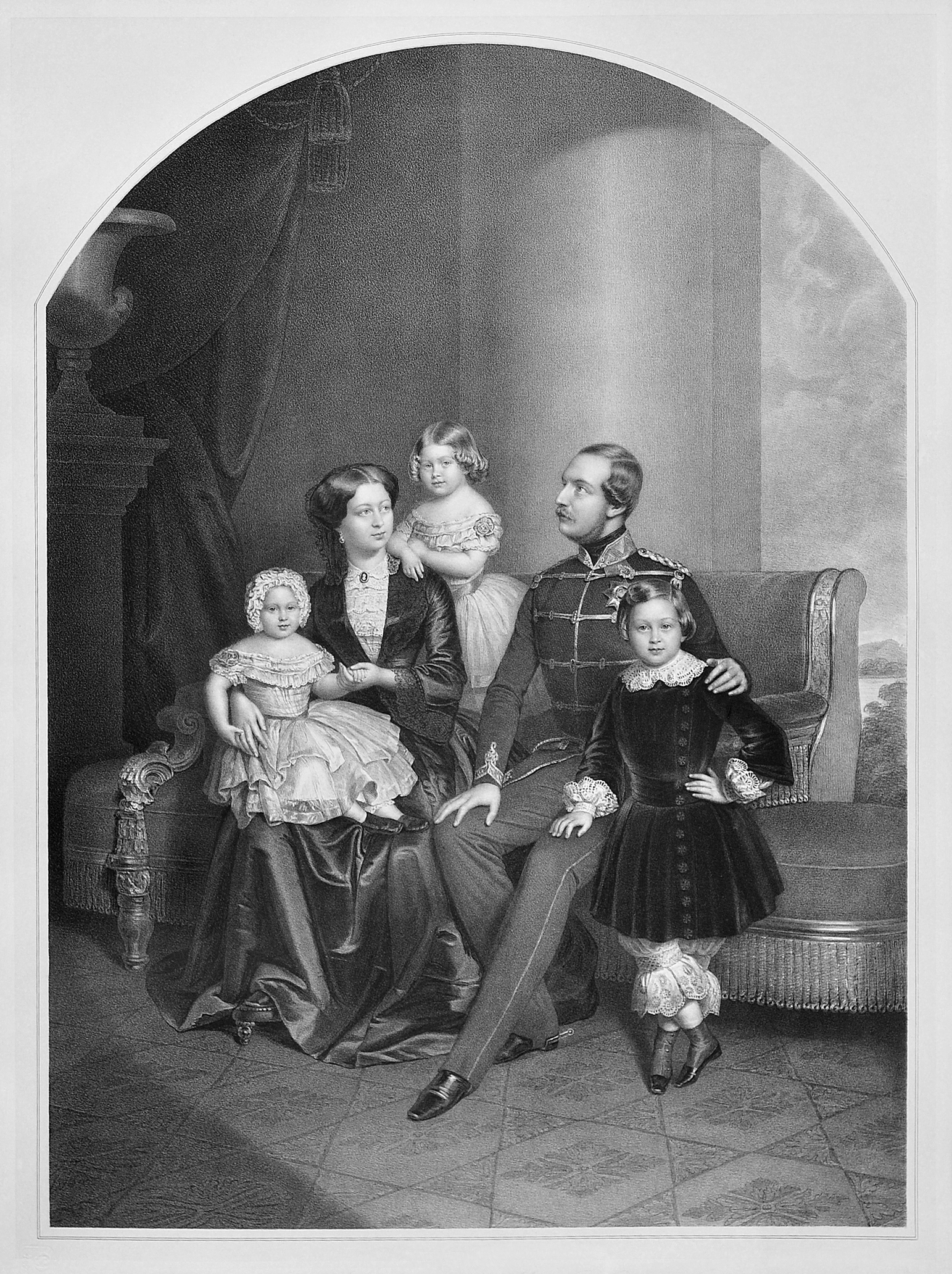
Família Jordi V de Hannover.

Nascut el 27 de maig de 1819 a Berlín era fill del rei Ernest August I de Hannover i de la princesa Frederica de Mecklenburg-Strelitz. Era net del rei Jordi III del Regne Unit i de la princesa Carlota de Mecklenburg-Strelitz per part de pare mentre que per part de mare ho era del gran duc Carles II de Mecklenburg-Strelitz i de la princesa Frederica de Hessen-Darmstadt.
Ernest August contragué matrimoni amb al princesa Maria de Saxònia-Altenburg filla del duc Josep I de Saxònia-Altenburg i de la princesa Amàlia de Württemberg. La parella s'instal·là a Hannover i tingueren tres fills:
- SAR el príncep Ernest August de Hannover nascut a Hannover el 1845 i mort a la localitat austríaca de Gmunden el 1923. Es casà amb la princesa Thyra de Dinamarca.

- SAR la princesa Frederica de Hannover nasuda el 1848 a Hannover i morta el 1926 a Biarritz. Es casà amb el baró Litubert von Pawel-Rammingen.

- SAR la princesa Maria de Hannover nascuda el 1849 a Hannover i morta el 1904 a Àustria.

## Vida Pública
En el moment del seu naixement fou anomenat Sa Altesa Reial el príncep Jordi Frederic Alexandre Carles Ernest August de Cumberland. Passà la seva infantesa entre Berlín i el Regne Unit. Durant una malaltia de la infantesa perdé la vista en un ull i l'any 1833 perdé la vista de l'altre ull a causa d'un accudent.
L'any 1835 enntrà a formà part de l'Ordre de la Jarratera per concessió del seu oncle, el rei Jordi IV del Regne Unit. A la mort d'aquests les possessions de la Casa reial britànica foren dividides entre la neboda, el reina Victòria I del Regne Unit i el germà del rei, el rei Ernest August I de Hannover. Com a conseqüència de la mort del rei sense descendència i pel fet que a Hannover encara imperava la llei sàlica, els dos regne s'hagueren de dividir donant lloc a dues diferents branques de la casa dels Hannover.
A la mort d'Ernest August l'any 1851, Jordi fou coronat rei amb el nom de Jordi V de Hannover, també succeí al seu pare en els títols britànics de la família: el ducat de Cumberland, el de Teviotdale (Anglaterra) i el comte d'Armagh (Irlanda). Jordi havia rebut una visió completament autocràtica del poder reial per influència del seu pare, el rei Ernest August I de Hannover i del seu oncle, el príncep Carles Frederic de Mecklenburg-Strelitz un dels homes més influents de la cort berlinesa.
Durant el seu regnat entrà en nombroses disputes amb el Parlament una de les quals provocà l'entrada a la guerra Austroprussiana de 1866 al reialme de Hannover en contra de la voluntat del Parlament que pretenia mantenir neutral el país tal com volia Prússia. Com a conseqüència d'aquest fet l'exèrcit prussià ocupà el país i el rei hagué de marxar a l'exili amb la família reial a Àustria. El 20 de setembre de 1866 el regne de Hannover era annexionat al de Prússia com una província més i Àustria era expulsada de la Confederació Germànica. Des d'Àustria el monarca demanà ajuda a les potències internacionals per tal que restituïssin la situació sobirana a Hannover.
El rei morí a París el mes de juny de 1878. Fou enterrat a la Capella de Sant Jordi del castell de Windsor com una concessió especial de la seva cosina la reina Victòria I del Regne Unit.